# Élections législatives azerbaïdjanaises de 2010
Les élections législatives azerbaïdjanaises de 2010 se sont tenues le 7 novembre 2010. Elles ont confirmé la victoire du Parti du nouvel Azerbaïdjan, avec une majorité absolue. Le Parti du nouvel Azerbaïdjan remporte 45,8 % des suffrages et 72 sièges sur 125 à l’Assemblée nationale. L'opposition a contesté la régularité du scrutin mais les observateurs de la Communauté des États indépendants, de l'OSCE, du conseil de l'Europe et du parlement européen ont parlé d'amélioration par rapport aux précédentes élections.
Cette affirmation semble excessive : selon un article de Mediapart concernant le journaliste Rahim Namazov[réf. nécessaire] : 
« Les élections législatives du 7 novembre dernier en Azerbaïdjan ont sans suspens permis la consolidation de l'emprise du président Aliev sur le pouvoir. Comme l'opposition et les observateurs de l'Organisation pour la sécurité et la coopération en Europe (OSCE), Rahim Namazov a dénoncé un scrutin falsifié.
Le 10 septembre dernier, le journaliste réussit à quitter l'Azerbaïdjan malgré la pression du gouvernement et arrive à Toulouse quelques jours plus tard. Il espère pouvoir continuer à exercer en France le métier pour lequel il s'est battu dans son pays : le journalisme.
En 12 ans de carrière, il a été condamné à 6 ans de prison pour ses enquêtes et reportages contestataires. À travers son histoire, c'est celle d'un régime répressif et autoritaire qu'il raconte. »
Sur les 125 députés élus, 19 sont des femmes (15,2 %).

## Résultat
| Législatives d'Azerbaïdjan du 7 novembre 2010                              | Législatives d'Azerbaïdjan du 7 novembre 2010 | Législatives d'Azerbaïdjan du 7 novembre 2010 | Législatives d'Azerbaïdjan du 7 novembre 2010 |
| Partis politiques                                                          | Votes                                         | %                                             | Sièges                                        |
| -------------------------------------------------------------------------- | --------------------------------------------- | --------------------------------------------- | --------------------------------------------- |
| Parti du nouvel Azerbaïdjan (Yeni Azərbaycan Partiyası)                    | 1 104 528                                     | 45,8                                          | 72                                            |
| Parti de la solidarité civique (Vətəndaş Həmrəyliyi Partiyası)             | 37 994                                        | 1,6                                           | 3                                             |
| Parti de la mère patrie (Ana Vətən Partiyası)                              | 32 935                                        | 1,4                                           | 2                                             |
| Parti Müsavat (Müsavat Partiyası)                                          | 42 551                                        | 1,8                                           | —                                             |
| Parti du Front populaire d'Azerbaïdjan (Azərbaycan Xalq Cəbhəsi Partiyası) | 31 068                                        | 1,3                                           | —                                             |
| Sans étiquette                                                             | 1 160 053                                     | 48,2                                          | 48                                            |
| Total (participation 50,1 %)                                               | 2 409 129                                     | 100,0                                         | 125                                           |
| Source: http://electionguide.org/                                          |                                               |                                               |                                               |